# Капо д'Арђине (Болоња)
Капо д'Арђине је насеље у Италији у округу Болоња, региону Емилија-Ромања.
Према процени из 2011. у насељу је живело 75 становника. Насеље се налази на надморској висини од 19 м.